# Schulzentrum Wittenburg

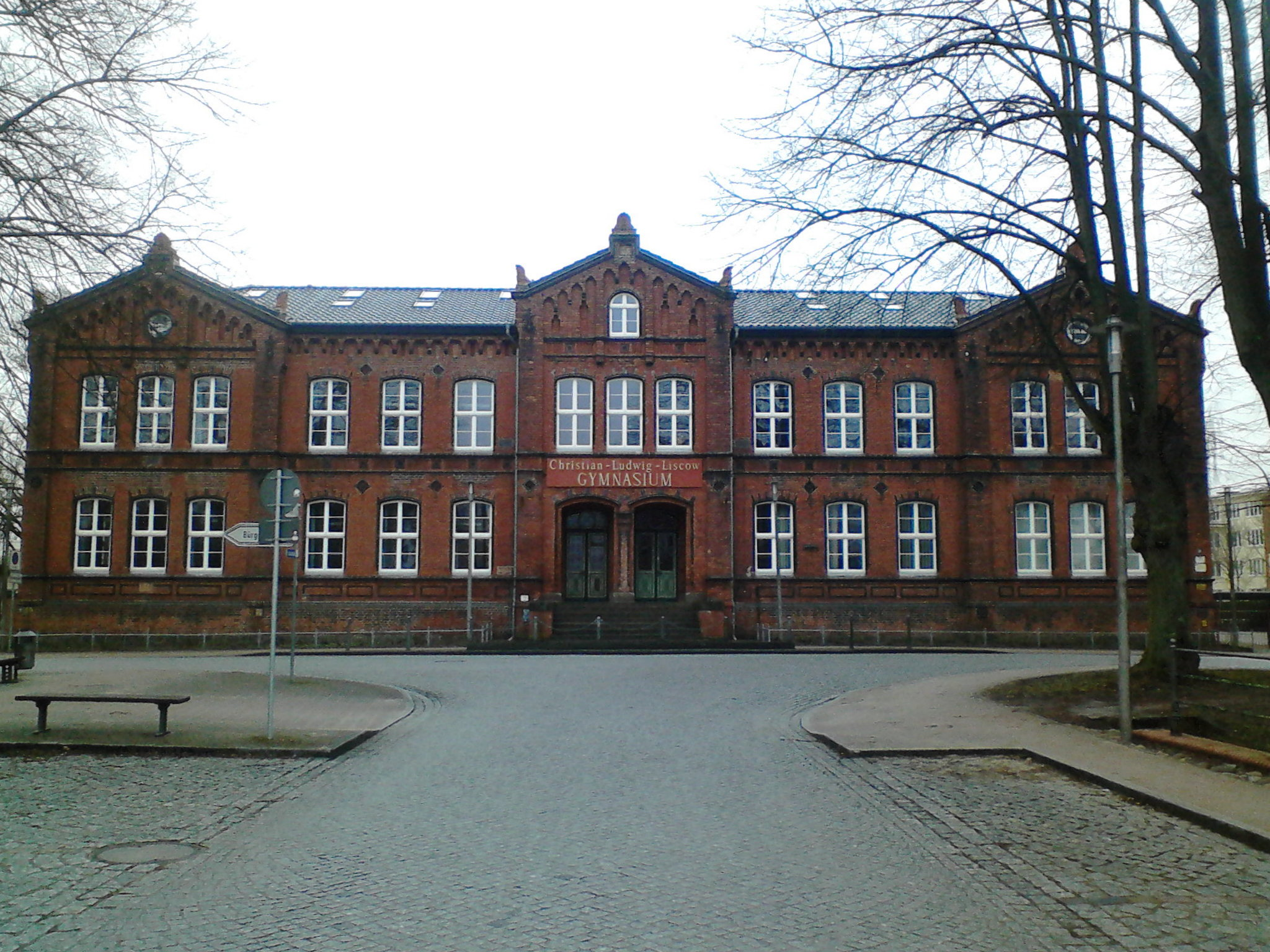

Das gymnasiale Gesamtschulzentrum Wittenburg (GSZ) in Wittenburg (Mecklenburg-Vorpommern) befindet sich im Gebäude des ehemaligen Christian-Ludwig-Liscow-Gymnasiums, Lindenstraße 13 / Schulstraße, und in Gebäuden der benachbarten ehemaligen Regional Schule Hans Franck. Das GSZ ist eine Regionalschule und ein Gymnasium.
Das alte Gebäude steht unter Denkmalschutz.

## Geschichte
Die Stadt Wittenburg mit 6303 Einwohnern (2020) wurde 1194 als provincie erstmals erwähnt und 1230 als civitas (Stadt).
Das zweigeschossige 15-achsige historisierende verklinkerte Gebäude mit den prägenden drei Giebelrisaliten, dem verzierten Gesims und den Fialen wurde 1874 in der Zeit von Bürgermeister Zegelin als Stadtschule gebaut. Die Lindenstraße liegt am Wall, einst Teil der Stadtbefestigung. 1926 wurde die Turnhalle (Lindenstraße 14) mit einem zweigeschossigen Querbau mit einem Krüppelwalmdach gebaut.
Die Stadtschule diente im Zweiten Weltkrieg als Lazarett. Das Gymnasium wurde in der DDR-Zeit zur Polytechnischen Oberschule – POS-Wilhelm-Pieck (erster Präsident der DDR).
Neben dem Altbau entstand ein viergeschossiger Neubau für die spätere Regionalschule und hinter dem Altbau weitere Bauten für die Schulen sowie ein heute gemeinsam genutzter Sportplatz. Die Hans-Franck-Schule – Wittenburg war eine verbundene Haupt- u. Realschule mit Grundschule. Nach der Einrichtung einer eigenständigen Grundschule am Amtberg dann Friedensring entfiel dieser Bereich.
2011 wurde die Hans-Franck-Regional-Schule und das Liscow-Gymnasium zum GSZ als eine Kooperative Gesamtschule zusammengelegt, um den sinkenden Schülerzahlen Rechnung zu tragen. An dem GSZ wurden 743 Schüler von 59 Lehrern in den Klassen 5 bis 12 unterrichtet. Die Jahrgangsstufen sind drei- bzw. vierzügig (Stand 2021). Das GSZ ist eine UNESCO-Projektschule. Es besteht eine Schulpartnerschaft mit einer Schule in Tansania. Schulträger ist der Landkreis Ludwigslust-Parchim.
2011 verloren die beiden zusammengelegten Schulen ihre bisherigen Schulnahmen:
- Hans Franck (1879 in Wittenburg – 1964) war Schriftsteller und Dramaturg.
- Christian Ludwig Liscow (1701 in Wittenburg – 1760) war Diplomat und satirischer Schriftsteller in der Zeit der Aufklärung.